# Ian Lauzon
Ian Lauzon est un scénariste et réalisateur québécois, né le 25 octobre 1966 à Sherbrooke. Après un baccalauréat en littérature à l’Université de Montréal, il se commet sur les scènes du théâtre underground montréalais avant de se consacrer au cinéma.

## Biographie

### Social
Entre 1990 et 1995, il signe de nombreux textes de théâtre radiophonique et s’implique dans la recherche et la formation en éducation interculturelle à Montréal. Il publie quelques articles polémiques dont De l’altérité honorifique, La place de l’autre dans la politique de Michel Morin et Le Don des forces humanitaires, des monts Groulx à la Somalie.

### Underground
Entre 1995 et 2000, il participe à La Langue à terre (les shows en 20 heures) et aux Auteurs du dimanche. Deux textes de cette période feront partie de la pièce de théâtre Les Monologues mutants qu’il mettra en scène au Patro Výš en 2003.
Il réalise ensuite Bobby avec François Blouin, un long métrage psycho-pulp ultra fauché sur la castration et Confessions des masques, un long métrage documentaire sur les dilemmes éthiques des travailleurs du spectacle qui confine à une réflexion sur l’identité.

### Le Blab Lab
En 2007, il adapte pour le Québec la télésérie britannique The Office. Il coscénarise ensuite la comédie policière De père en flic avec Émile Gaudreault. Entre 2009 et 2010 il complète l’écriture de la comédie Cabotins, et du film biographique Piché, entre ciel et terre.
Il fonde alors les Productions Le Blab Lab, laboratoire d’écriture et plateforme de collaboration et de développement de projets en télévision, cinéma et roman graphique.

## Filmographie

### Cinéma
- 2006 : Bobby (scénariste, coréalisation avec François Blouin)
- 2006 : Confession des masques (scénariste et réalisateur)
- 2009 : De père en flic (coscénarisation, réalisateur Émile Gaudreault)
- 2010 : Cabotins (scénariste, réalisateur Alain DesRochers)
- 2010 : Piché, entre ciel et terre (scénariste, réalisateur Sylvain Archambault)
- 2014 : La Garde (coscénariste avec Daniel Diaz et Ludovic Huot, réalisateur Sylvain Archambault)

### Télévision
- 2007 : La Job (adaptation québécoise de la série britannique The Office, coscénarisation avec Jean-Philippe Granger)
- Le Meeting (en développement, coscénarisation avec Catherine Léger)

## Théâtre
- Les Monologues mutants
- Chronocide

## Distinctions
- 1995 : Prix Paul-Gilson de la Communauté des Radios publiques de langue française (CRPLF), catégorie fiction policière, pour Descente aux enchères.
- 1999 : Prix de la meilleure écriture narrative au Festival Hot Docs pour Croire de Lina B. Moreco.
- 2010 : Guichet d’or pour De père en flic.
- 2011 : Guichet d’or pour Piché, entre ciel et terre.